# Marcel Riera i Bou
Marcel Riera i Bou   (Badalona, 6 de juny de 1956) és un poeta, editor i traductor català.

## Trajectòria
És llicenciat en filologia catalana. Al llarg de la seva vida s'ha dedicat a l'ensenyament, l'activisme social i a la política. Va ser regidor de l'Ajuntament de Badalona per Convergència i Unió, entre 1983 i 2003, exercint de secretari de l'Associació Catalana de Municipis entre el 1988 i el 1996. Fou també diputat del Parlament de Catalunya entre 1997 i 2003. Durant uns anys va ser directiu del Club Joventut Badalona.
És més conegut per la seva tasca literària, que va començar tardana. El 1999 va publicar un llibre sobre Badalona, BDN, la ciutat possible. Posteriorment ha cultivat més la poesia; el 2006 va aparèixer la seva primera obra, Lluny i el 2007 obtingué el Premi Vila de Martorell per l'obra, L'edat del coure, publicada l'any següent. L'any 2011 guanyà el Premi Carles Riba de poesia per Llum d'Irlanda, poemari inspirat en destacats poetes irlandesos dels segles XX i XXI, com Patrick Kavanagh, William Butler Yeats o Seamus Heaney. El 2014 va guanyar el Premi Extraordinari Memorial 1714 dels Jocs Florals de Barcelona per l'Inventari de Montjuïc. El 2015, el Premi Ciutat de Palma-Joan Alcover amb Occident, el 2016 el Premi Pollença de poesia amb Altres veus, i el 2021 el Premi Marià Manent amb Laietània.
Altrament, també ha exercit de traductor. Ha traduït, de l'anglès al català, obres com La marca de l'aigua (2011) de Joseph Brodsky, Finestrals (2007) de Philip Larkin, Un mestre modern. 10 poemes (2007) de James Fenton, El riu (2007) de Rumer Godden, l'obra poètica completa d'Edward Thomas (2018), i àmplies antologies d'Edna St. Vincent Millay, Emily Dickinson, W.H. Auden, Philip Larkin, Thomas Hardy i Charles Bukowski (2017 - 2023).
En opinió d'Àlex Susanna, les seves traduccions i versions al català de grans poetes britànics i estatunidencs del segle xx són d'una qualitat extraordinària, que el fan un dels traductors de referència de la poesia moderna en llengua anglesa, un camp tradicionalment poc conreat i que ha sabut adaptar amb el seu domini de la llengua catalana en tots els registres. Forma part del col·lectiu P de Poesia, que des de l'any 2007 convoca a l'església de Sant Pere de Premià de Dalt als més reconeguts poetes catalans, amb música i espectacles poètics. D'altra banda, en l'àmbit editorial, des de fa uns anys és codirector i membre del consell editor d'El Cercle de Viena, dedicada a clàssics moderns.

## Obres destacades
Ha publicat les següents obres:
Poesia
- Lluny. Barcelona: Ed. Viena, 2006
- L'edat del coure. Barcelona: Ed. Viena, 2008
- Llum d'Irlanda. Barcelona: Ed. Proa, 2012
- Versions de Bai Juyi. Barcelona: Ed. LaBreu, 2013
- Occident. Pollença. Ed. El Gall Editor, 2016
- Altres veus. Pollença. Ed. El Gall Editor, 2017.
- No seràs un estrany. LaBreu Edicions, Cornellà, 2018.
- De pel·lícula. Versos sobre cinema. Museu de Badalona, 2019.
- Fabra enfebrat. (Conjuntament amb "Fabracedari" de Jordi Oriol.) Barcelona: Ed. Viena, 2020.
- Muriel (Divuit anys en trenta-quatre poemes). Edició privada, 2021.
- Laietània. Quaderns de la Font del Cargol/Cossetània, 2022.
- La devesa exànime. Cicle de Girona. (Fotografies de Quim Curbet). Fundació Atrium Artis, 2022.
- Abans de la tempesta. Proa, 2023.

Descripció i viatges
- BDN, la ciutat possible. Barcelona: 1999